# Dōgo
Dōgo (jap. 島後), zuweilen Oki-Dogo genannt, ist eine Insel im Japanischen Meer, westlich vor der Küste der Insel Honshū. Dōgo ist als Landkreis Oki Teil der Präfektur Shimane.
Dōgo bedeutet sinngemäß „Inselnhinteres“ und bezeichnet im weiteren Sinne nicht nur Insel selbst, sondern auch die umliegenden Eilande die zusammen den Ostteil der Oki-Inseln bilden. Der durch den Dōgo-Kanal (島後水道, Dōgo-suidō) getrennte Westteil der Inselgruppe mit den drei Inseln Nishinoshima, Nakanoshima und Chiburijima wird im Gegensatz dazu als Dōzen („Inselnvorderes“) bezeichnet.
Auf Dōgo befindet sich der Flughafen Oki.
Die höchste Erhebung ist der Daimanji-san (大萬寺山) mit 607,7 m.

## Geschichte
Ende des 7. Jahrhunderts gehörte die Insel administrativ zum Bezirk Suki (次評, Suki no kōri). Im Zuge der Neuordnung des japanischen Staatswesens im Taihō-Kodex wurde die Insel aufgeteilt in die Landkreise Suki (nun in der Schreibweise 周吉郡, Suki-gun) im Osten und Ochi (穏地郡, Ochi-gun) im Westen.
1904 bestand der Landkreis Suki aus der Kreisstadt (chō) Saigō (西郷町) und den Dörfern (mura) Fuse (布施村), Iso (磯村, „Felsenküste“), Naka (中村, „Mitte“), Nakasuji (中条村) und Tōgō (東郷村, „Ostdorf“), sowie der Landkreis Ochi aus den Dörfern Goka (五箇村) und Tsuma (都万村).
1969 wurden beide Landkreise mit denen der Nachbarinseln zum Landkreis Oki zusammengelegt und 2004 alle Gemeinden von Dōgo zur Stadt Okinoshima fusioniert. Diese hatte zum 1. März 2021 eine Bevölkerung von 13.595 Menschen.
Jede ehemalige Gemeinde hat noch immer ihren eigenen Dialekt, da in der Vergangenheit Reisen untereinander schwierig waren.
Dōgo wurde zusammen mit den anderen drei bewohnten Oki-Inseln Nishinoshima, Nakanoshima und Chiburijima im September 2013 als Geopark ausgewiesen, der am 17. November 2015 als Oki Islands UNESCO Global Geopark anerkannt wurde.